# Schlotheimia nitida
Schlotheimia nitida là một loài rêu trong họ Orthotrichaceae. Loài này được Schwägr. mô tả khoa học đầu tiên năm 1826.